# Paroisse de Sussex
Pour les articles homonymes, voir Sussex (homonymie).
La paroisse de Sussex est à la fois une paroisse civile et un ancien district de services locaux (DSL) canadien du comté de Kings, au Nouveau-Brunswick. Elle comprend l'autorité taxatrice d'Apohaqui. Dans le cadre de la réforme de la gouvernance locale du 1er janvier 2023, le territoire du DSL a été réparti entre la ville de Sussex et le district rural de Kings.

## Toponyme
La paroisse est possiblement nommée ainsi d'après la ville de Sussex, au New Jersey, où en l'honneur d'Augustus Frederick de Sussex, sixième fils du roi George III.

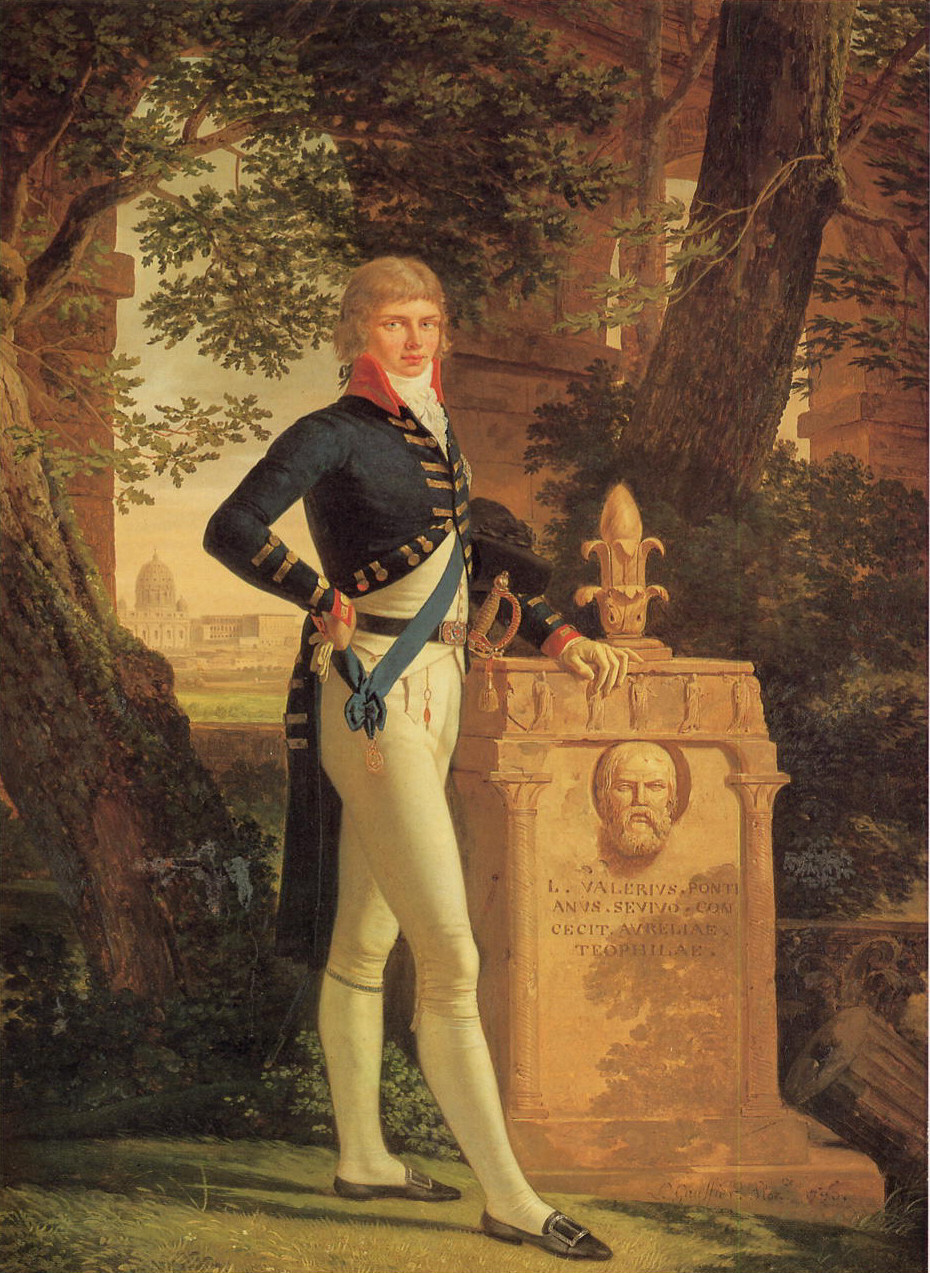
Augustus Frederick de Sussex.

## Géographie

### Géographie physique

#### Situation
La paroisse de Sussex est situé à environ 70 kilomètres[réf. souhaitée] à l'est de Saint-Jean, dans les Collines calédoniennes et la vallée de la rivière Kennebecasis. La paroisse a une superficie de 244,27 km2[réf. souhaitée].
La paroisse est limitrophe de Studholm au nord, de Cardwell au nord-est, de Waterford à l'est, de Hammond au sud, de Upham et de la Paroisse de Norton au sud-ouest et de Norton à l'ouest[réf. souhaitée]. De plus, la ville de Sussex et le village de Sussex Corner forment une queue de poêle au nord du territoire[réf. souhaitée].

### Géographie humaine

#### Village et hameaux
La banlieue nord de Sussex, au-delà du ruisseau Trout, est comprise à l'intérieur de ses limites[réf. souhaitée]. Dutch Valley puis Rockville sont situés le long du chemin Waterford, au sud-est de Sussex[réf. souhaitée]. Lower Cove se situe quatre kilomètres à l'ouest de Sussex, au bord de la Kennebecasis et au croisement de la promenade Riverview et du chemin Drurys Cove[réf. souhaitée]. C'est un hameau rural, comprenant plusieurs fermes[réf. souhaitée]. Drurys Cove puis Ratter Corner sont situés le long du chemin Drurys Cove, dans les collines au sud-est de Lower Cove[réf. souhaitée]. À l'ouest de Lower Cove se trouve Apohaqui, le principal village[réf. souhaitée] de la paroisse. Il compte quelques commerces et services publics[réf. souhaitée], des dizaines de résidences ainsi qu'un pont au-dessus de la rivière. Erb Settlement est situé le long du chemin éponyme, au bord du lac Erb, à 13 kilomètres de route au sud de Sussex, via Apohaqui[réf. souhaitée]. Wards Creek est situé au sud de Sussex, au pied de la colline Vinnegar, au croisement des chemins Wards Creek et Marshall Hill[réf. souhaitée]. Il comprend quelques dizaines de maisons[réf. souhaitée] et des fermes. Cet établissement est continué par Upper Wards Creek, au sud, qui compte aussi quelques maisons[réf. souhaitée] et fermes le long du chemin Wards Creek. McCain Settlement comprend trois maisons[réf. souhaitée] au sud de Wards Creek, le long du chemin Quirk. Ce dernier prend ensuite le nom de chemin McArtur puis de chemin Cumberland[réf. souhaitée]. C'est au long de ce chemin que se trouve Vinnegar Hill, qui comprend quelques maisons[réf. souhaitée] parsemées au sommet de la colline éponyme. Aussi au sud de Sussex mais le long de la route 111 vers Hammondvale se trouvent successivement les hameaux de New Line Road et Jefferies Corner[réf. souhaitée]. Southfield est situé le long de la route 865, au sud-ouest du territoire[réf. souhaitée]. C'est un hameau rural, possédant quelques fermes et maisons espacées[réf. souhaitée] au pied d'une colline de 260 mètres. Campbell Settlement est situé le long du chemin Lakefield, sur le versant sud-est de la colline Vinnegar, à la frontière sud[réf. souhaitée]. Markhamville et Lisson Settlement sont situés au sud-est[réf. souhaitée]. Il y a finalement plusieurs maisons isolées[réf. souhaitée] sur le territoire, surtout le long de la Kennebecasis.

#### Transport
La paroisse de Sussex est desservie par la route 1, qui la traverse d'est en ouest. Il y a aussi la ligne Saint-Jean - Pointe-du-Chêne du Canadien National.

## Histoire
La présence d'un important village malécite, probablement nommé Apahak, est mentionné pour la première fois en 1892 par L. Allison; le village se trouvait à la confluence de la rivière Kennebecassis et de la rivière Millstream. Il existe toujours un cimetière et de nombreux artéfacts ont été découverts à cet endroit. De plus, les Malécites ont un petit campement à Apohaqui au tournant du XXe siècle.
Studville est fondé vers 1786 par le major Studholm à l'embouchure de la rivière Millstream. Campbell Settlement est un établissement presque aussi ancien. Dutch Valley est fondé peu après 1786 par des soldats licenciés du New Jersey, probablement du 4e Bataillon des New Jersey Volunteers, qui s'était fait concéder temporairement des terres à cet endroit. En novembre 1854, une grave sécheresse est suivie de fortes pluies torrentielles, causant des inondations. Du bétail est tué, des fermes, des maisons et des barrages détruits et des ponts endommagés. Le village moderne d'Apohaqui est fondé en 1858 par la construction d'une gare, et inclut Studville. Markhamville est fondé durant la seconde moitié du XIXe siècle pour l'exploitation d'une mine de manganèse, et peuplé de gens originaires de la région.
L'école d'Apohaqui est inaugurée en 1964.
La municipalité du comté de Kings est dissoute en 1966. La paroisse de Sussex devient un district de services locaux en 1967.
Lors du plébiscite du 28 octobre 2013, les habitants des paroisses d'Hammond, de Studholm, de Sussex et de Waterford votent en majorité contre le projet de constitution de ce territoire en communauté rurale, à 1422 voix contre 423.

## Démographie
D'après le recensement[réf. souhaitée] de Statistique Canada, il y avait 2560 habitants en 2001, comparativement à 2630 en 1996, soit une baisse de 2,7 %. La paroisse compte 980 logements privés, a une superficie de 244,27 km² et une densité de population de 10,5 habitants au km²[réf. souhaitée].
| 2001  | 2006  | 2011  | 2016  |
| ----- | ----- | ----- | ----- |
| 2 560 | 2 427 | 2 529 | 2 516 |

## Économie
Entreprise Fundy, membre du Réseau Entreprise, a la responsabilité du développement économique.

## Administration

### Comité consultatif
En tant que district de services locaux, la paroisse de Sussex est administrée directement par le Ministère des Gouvernements locaux du Nouveau-Brunswick, secondé par un comité consultatif élu composé de cinq membres dont un président[réf. souhaitée].

### Commission de services régionaux
La paroisse de Sussex fait partie de la Région 8, une commission de services régionaux (CSR) devant commencer officiellement ses activités le 1er janvier 2013. Contrairement aux municipalités, les DSL sont représentés au conseil par un nombre de représentants proportionnel à leur population et leur assiette fiscale. Ces représentants sont élus par les présidents des DSL mais sont nommés par le gouvernement s'il n'y a pas assez de présidents en fonction. Les services obligatoirement offerts par les CSR sont l'aménagement régional, l'aménagement local dans le cas des DSL, la gestion des déchets solides, la planification des mesures d'urgence ainsi que la collaboration en matière de services de police, la planification et le partage des coûts des infrastructures régionales de sport, de loisirs et de culture; d'autres services pourraient s'ajouter à cette liste.

### Représentation et tendances politiques
- Nouveau-Brunswick : La paroisse de Sussex fait partie de la circonscription provinciale de Kings-Est, qui est représentée à l'Assemblée législative du Nouveau-Brunswick par Bruce Northrup, du Parti progressiste-conservateur[réf. souhaitée]. Il fut élu en 2006 et réélu en 2010[réf. souhaitée].
- Canada : La paroisse de Sussex fait partie de la circonscription fédérale de Fundy Royal, qui est représentée à la Chambre des communes du Canada par Rob Moore, du Parti conservateur[réf. souhaitée]. Il fut élu lors de la 38e élection générale, en 2004, puis réélu en 2006 et en 2008[réf. souhaitée].

## Vivre dans la paroisse de Sussex
Le DSL est inclus dans le territoire du sous-district 9 du district scolaire Francophone Sud. L'école Samuel-de-Champlain de Saint-Jean est l'établissement francophone le plus proche alors que les établissements d'enseignement supérieurs les plus proches sont dans le Grand Moncton.
L’école élémentaire d'Apohaqui accueille les élèves de la maternelle à la 5e année. C'est une école publique anglophone faisant partie du district francophone Sud.
L'église de l'Ascension d'Apohaqui et l'église All Saint's de Jeffries Corner sont des églises anglicanes.
Il y a un bureau de poste à Apohaqui. Le détachement de la Gendarmerie royale du Canada le plus proche est à Sussex.
Les anglophones bénéficient du quotidien Telegraph-Journal, publié à Saint-Jean, et du Kings County Records, de Sussex. Les francophones bénéficient quant à eux du quotidien L'Acadie nouvelle, publié à Caraquet, ainsi que l'hebdomadaire L'Étoile, de Dieppe.

## Culture

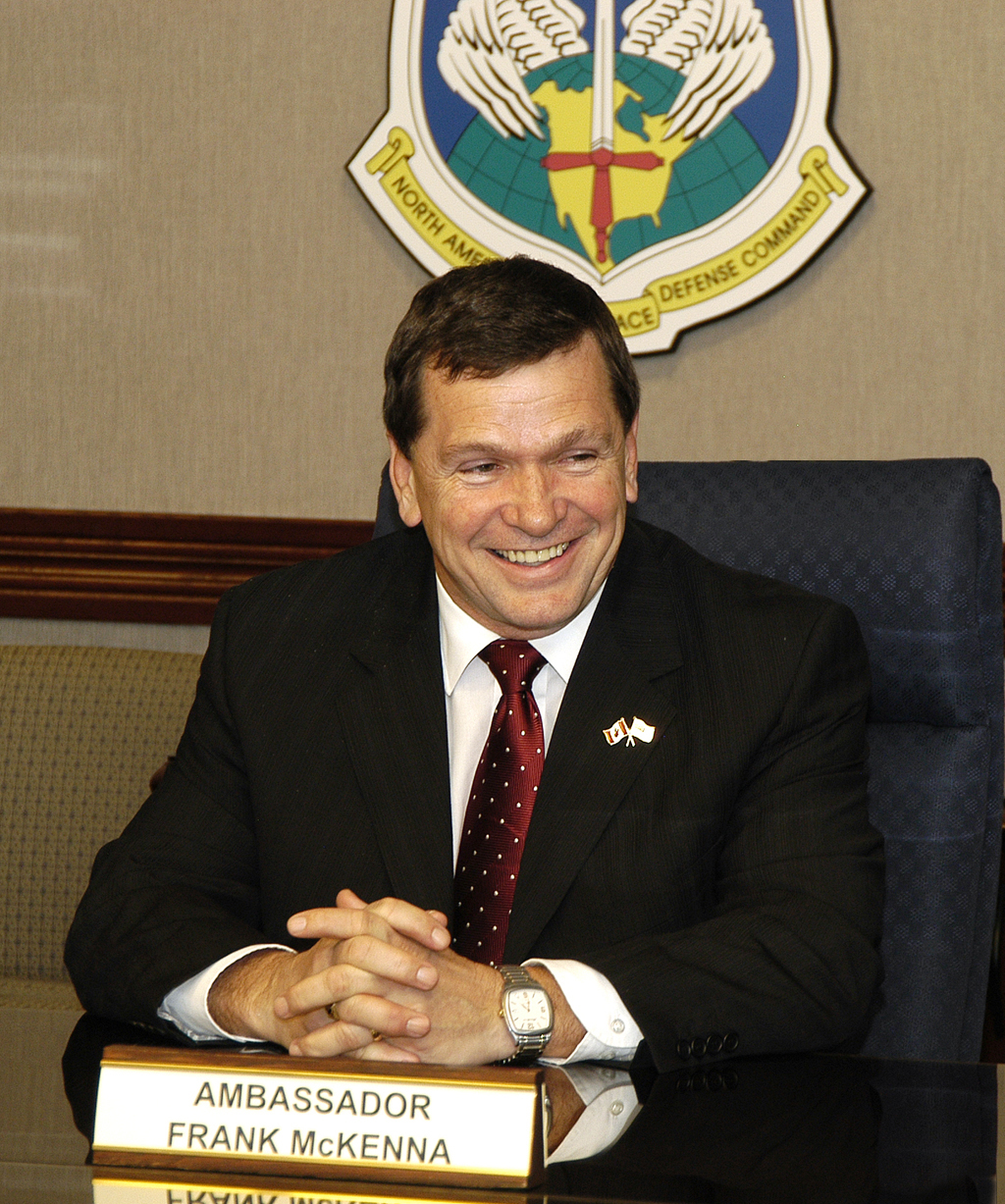
Frank McKenna

### Personnalités
- Frank McKenna (1948 - ), ancien premier ministre du Nouveau-Brunswick, né à Apohaqui[réf. souhaitée] ;
- Richard Chapman Weldon (1849-1925), professeur, avocat et homme politique, né dans la paroisse[réf. souhaitée].

### Architecture et monuments
Un pont couvert traverse le ruisseau Wards à Upper Wards Creek, près de la Route 111[réf. souhaitée]. Le pont fut construit en 1909 et mesure 17,7 mètres de long.